# Yada'il II.
Yada'il II. (sabäisch ydʿʾl Yadaʿʾil) war ein Herrscher (Mukarrib) des altsüdarabischen Reiches Saba. Hermann von Wissmann setzte seine Regierungszeit um 474 v. Chr. an. Er war vermutlich der Nachfolger des Karib'il IV.
Yada'il scheint nur eine kurze Zeit alleine regiert zu haben: nur im „Großen Stammbaum“ und einer einzigen weiteren Inschrift, nämlich der privaten Weiheinschrift Gl 519, wird er ohne Mitregent erwähnt. Auf zahlreichen weiteren privaten Inschriften erscheint er immer mit seinen Mitregenten Yitha'amar II. und später Karib'il V. Yada'il II. scheint etwa gleichzeitig mit Yitha'amar II. gestorben zu sein, da nie Yitha'amar und Karib'il V. ohne Yada'il II. zusammen erscheinen.